# Головківська сільська рада (Олександрійський район)
| Головківська сільська рада — колишній орган місцевого самоврядування у Олександрійському районі Кіровоградської області з адміністративним центром у с. Головківка. Сільській раді були підпорядковані населені пункти: - с. Головківка - с. Іванівка |

## Склад ради
Рада складалася з 16 депутатів та голови.

### Керівний склад ради
| ПІБ                        | Основні відомості                                                             | Дата обрання | Дата звільнення |
| -------------------------- | ----------------------------------------------------------------------------- | ------------ | --------------- |
| Маловік Микола Семенович   | Сільський голова, 1948 року народження, освіта, безпартійний                  | 26.03.2006   | 31.10.2010      |
| Галушкін Віктор Вікторович | Сільський голова, 1968 року народження, освіта середня загальна, безпартійний | 31.10.2010   | 25.10.2015      |

Примітка: таблиця складена за даними джерела

## Населення
Згідно з переписом УРСР 1989 року чисельність наявного населення сільської ради становила 2635 осіб, з яких 1181 чоловік та 1454 жінки.
За переписом населення України 2001 року в сільській раді мешкало 2410 осіб.

### Мова
Розподіл населення за рідною мовою за даними перепису 2001 року:
| Мова       | Відсоток |
| ---------- | -------- |
| українська | 95,59 %  |
| російська  | 4,32 %   |
| вірменська | 0,08 %   |